# 變裝男侍
《變裝男侍》是2011年一部國際合製的劇情片，改編自愛爾蘭小說家佐治·摩亞的短篇小說，由羅德里哥·加西亞執導，格伦·克洛斯主演。電影講述在1910年代，一名女子為了保住工作而易服成男人，在三十年的歲月裏漸漸習慣了男性的生活，變得不能自拔。
本片獲得第84屆奧斯卡金像獎最佳女主角、最佳女配角及最佳化妝三項提名。

## 角色
- 格蓮·高絲 - 阿爾伯特·諾伯斯（Albert Nobbs）
- 蜜雅·娃絲柯思卡 - 海倫·道斯（Helen Dawes）[2]
- 亞倫·強森 - 喬·麥金斯（Joe Mackins）
- Janet McTeer - 休伯特·佩吉（Hubert Page）[2]
- Pauline Collins - 貝克夫人（Mrs. Baker）[2]
- 布倫達·弗里克 - 波麗（Polly）[2]
- 強納森·萊斯·梅爾 - 亞雷爾子爵(Viscount Yarrell)
- 布蘭頓·葛利森 - 霍洛倫醫生（Dr. Holloran）
- Maria Doyle Kennedy - 瑪麗（Mary）
- Mark Williams - 蕭恩（Sean）
- Serena Brabazon - 摩爾夫人（Mrs. Moore）
- Michael McElhatton - 摩爾先生（Mr. Moore）
- Kenneth Collard - 皮哥先生（M. Pigot）

## 外部連結
- 互联网电影数据库（IMDb）上《Albert Nobbs》的资料（英文）
- 爛番茄上《Albert Nobbs》的資料（英文）
- A Story-Teller's Holiday（页面存档备份，存于） by George Moore, 1918. Chapters 45 through 53 contain the story later reprinted in Celibate Lives as "The Singular Life of Albert Nobbs".